# 霞ヶ丘町
霞ヶ丘町（かすみがおかまち）は、東京都新宿区にある町名・地名。住居表示実施済み地域で、「丁目」の設定がない単独町名である。

## 地理
新宿区の最南部に位置し、明治神宮外苑が町域の大部分を占める。町域北部はJR中央線の線路を挟んで新宿区大京町及び信濃町に接し、北東部は、新宿区南元町に接する。町域の東及び南は神宮外苑内に港区との区境があり、港区北青山に接している。町域の西部は、渋谷区神宮前及び千駄ヶ谷に接する。
町域の主要部分を明治神宮外苑と都立明治公園が占め、明治神宮外苑内の国立競技場、明治神宮野球場、聖徳記念絵画館などが当町域に属する。ただし、明治神宮外苑のうち、南部の秩父宮ラグビー場や銀杏並木付近などは港区北青山に属する。

## 都営霞ヶ丘アパート

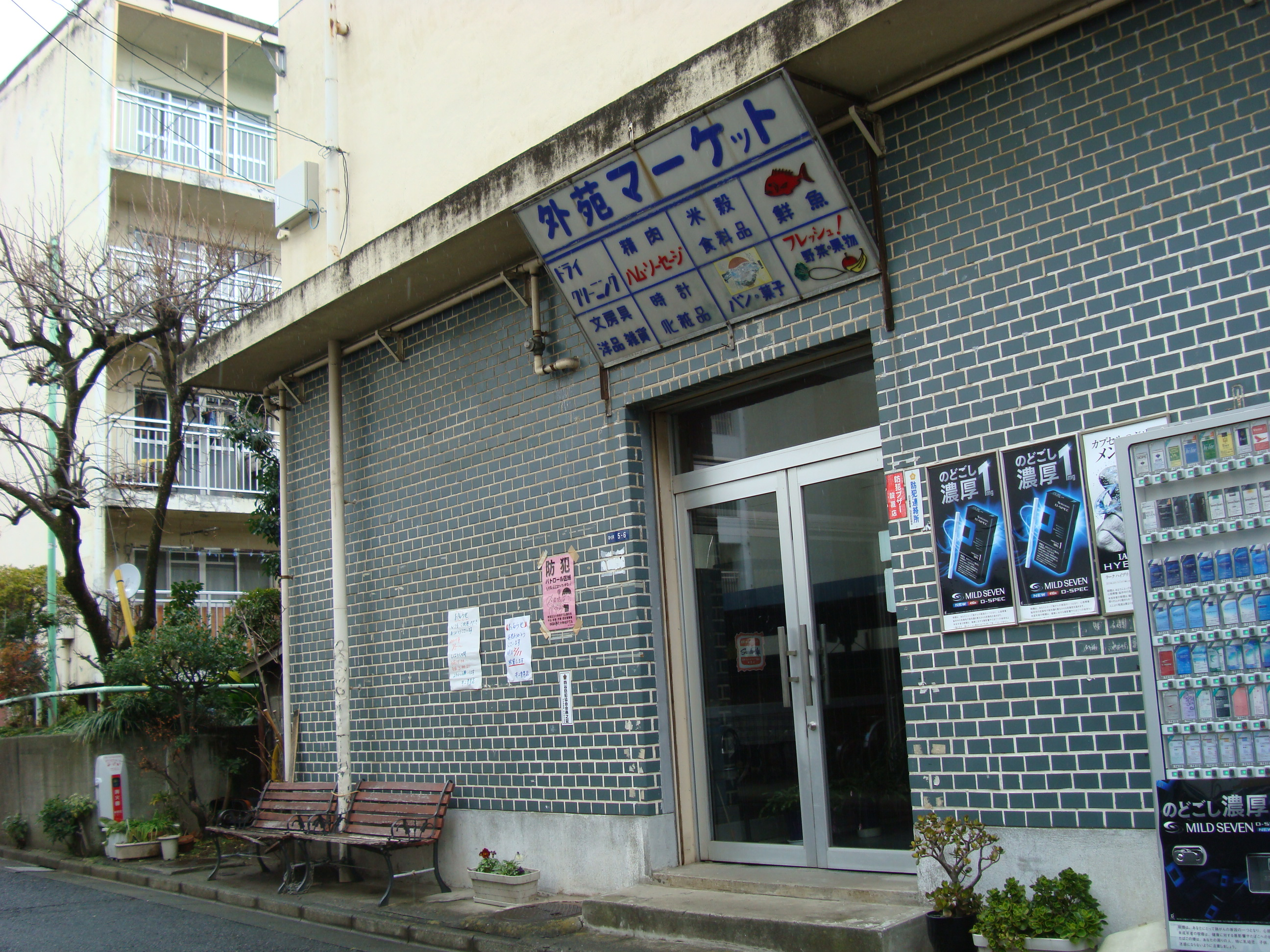
都営霞ヶ丘アパート
団地内商店街「外苑マーケット」（2011年2月）

町域南西部には、かつて都営団地の「都営霞ヶ丘アパート」（霞ヶ丘団地）があり、かつての霞ヶ丘町の居住人口は、ほぼ全て同団地の住民であった。1946年に100戸の都営住宅として長屋形式で建てられ、1964年の東京オリンピックに際して1960年代に建て替えられた（全10棟・約300戸）。多くは1964年東京オリンピック前からの住民で、開催に合わせて立ち退き、都営霞ヶ丘アパートに入居したという。
2014年7月、2020年の東京オリンピック開催による国立競技場建設の敷地拡張と、オリンピック開催時の観客の滞留空間とするため、取り壊すことが決まった。
都は移転先として、新宿区と渋谷区に3つの都営アパートを用意し、2014年10月に抽選で移転先を割り振る方針としたが、住民らはそれでも納得せず、アパートを数棟残して希望者がそこに住めるようにすることなどを都に対して求めた。
移転反対派の住民や支援者らは、同アパートは古くからの入居者が多数を占めることから、住民を立ち退かせて他地域の都営住宅へ転居させることで、高齢者らが「終の棲家」を奪われるとともに、地域のコミュニティが破壊されると主張した 。またそれまでは2DKや3DKの間取りの住居に住んでいた住民も、単身者の転居先は1Kや1DKの住居とされた（ただし都営住宅では本来、単身者が家族向け物件に居住することは認められていない）。
これに対し2014年7月15日以降、反対派住民と支援者で構成される「霞ヶ丘アパートを考える会」などの有志は東京都へ要望書をたびたび提出したが、都の決定が覆ることはなく、2016年から解体工事が始まり、翌2017年には解体が完了した。都営霞ヶ丘アパートの解体と立ち退かされる住民の姿を記録した、青山真也監督のドキュメンタリー映画『東京オリンピック2017 都営霞ヶ丘アパート』も、2021年8月13日に公開された（先行上映は7月23日から）。
都営霞ヶ丘アパートの取り壊しと住民の移転により、霞ヶ丘町の人口はほぼなくなり、町会も2016年1月31日付で解散となった。なお、この場所は元は兵舎があった土地で、兵舎の馬小屋も戦災に遭い馬頭観音だけが残っているという。跡地は東京オリンピック終了後に「明治公園」として開園する予定とされた。

## 歴史
かつては「霞岳町」（読みは同じく「かすみがおかまち」）という表記であった。2003年に住居表示が実施され、旧霞岳町のほぼ全域が霞ヶ丘町となった。当該住居表示実施後は、四谷警察署信濃町交番の所在地の一部（霞岳町無番地）のみが「霞岳町」として残っていたが、2020年4月8日に新住所に移転したため、霞岳町に残る建造物は消滅した。

### 町名の変遷
- 江戸時代〜 - 1869年（明治2年）まで武家地だった[20]。
- 1873年（明治6年） - 甲賀町、千駄ヶ谷村（一部）[20]。
- 1878年（明治11年） - 郡区町村編制法制定により四谷区に属する[21]。
- 1879年（明治12年） - 甲賀町が千駄ヶ谷村などと合併して、南豊島郡千駄ヶ谷村と改称[22]、字霞岳・川向・甲賀町となる。
- 1889年5月 - 市制施行による東京市四谷区の発足と同時に千駄ヶ谷村字霞岳・川向・甲賀町は四谷区に編入され、四谷霞ヶ岳町となる。
- 1911年5月 - 四谷霞ヶ岳町から霞ヶ岳町に改称。
- 1943年4月1日 - 四谷区の町名・町界整理により、霞ヶ岳町に西信濃町の南部及び大番町の一部を併せ霞岳町となる。
- 1947年3月15日 - 四谷区が牛込区・淀橋区と合併し、新宿区が発足する。
- 2003年9月29日 - 霞岳町で住居表示を実施し、霞ヶ丘町へ町名変更[23][24]。

## ギャラリー

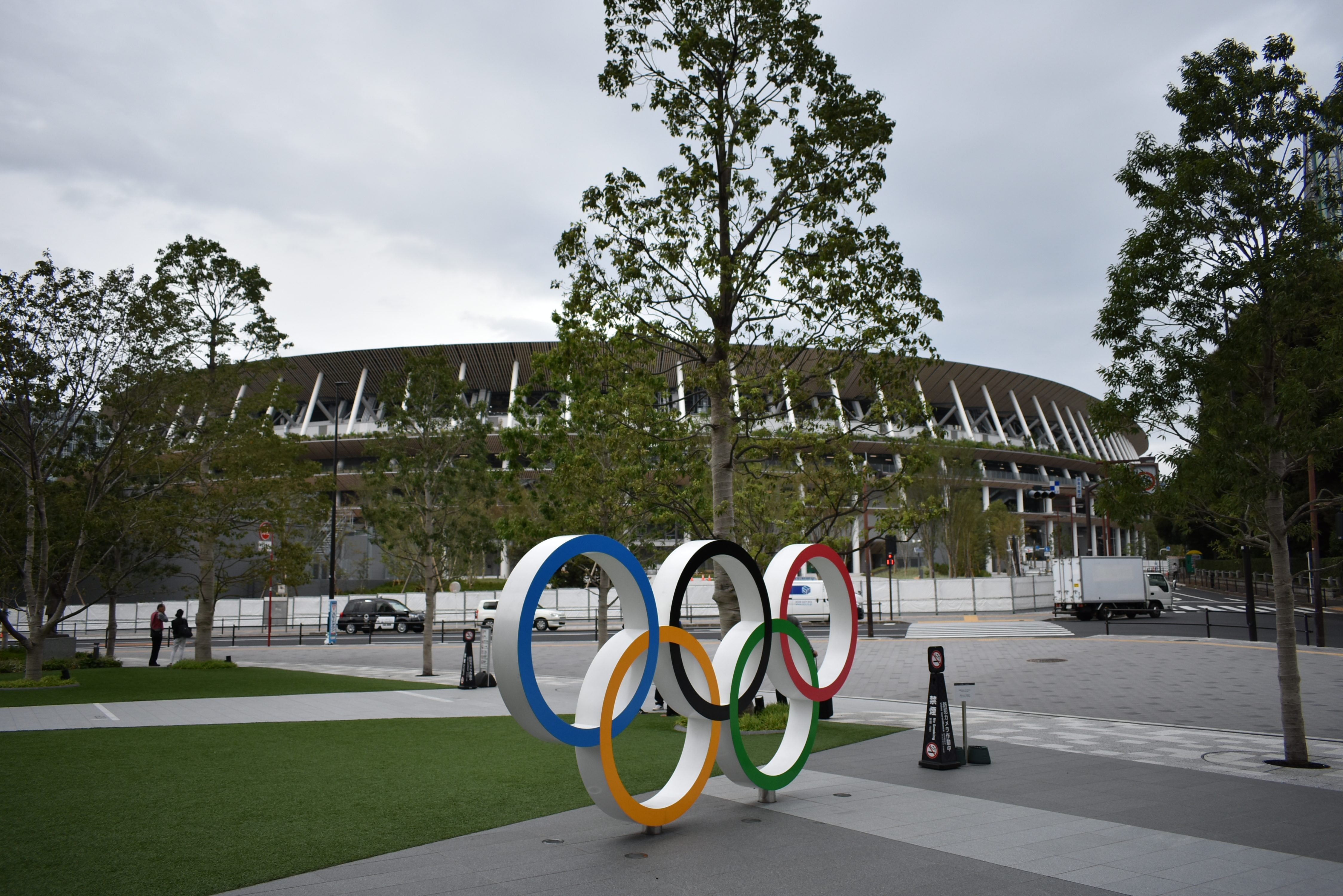
国立競技場
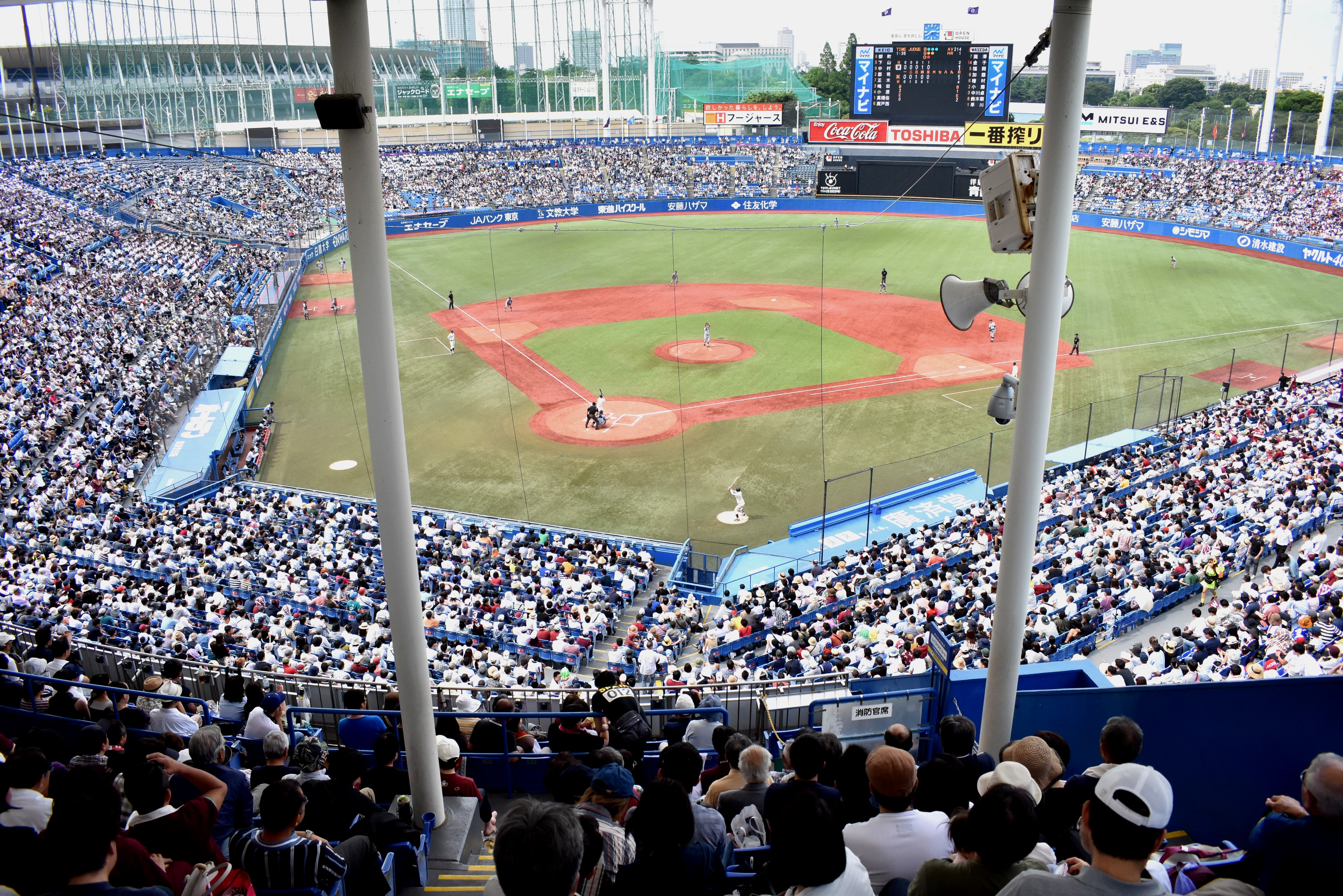
明治神宮野球場
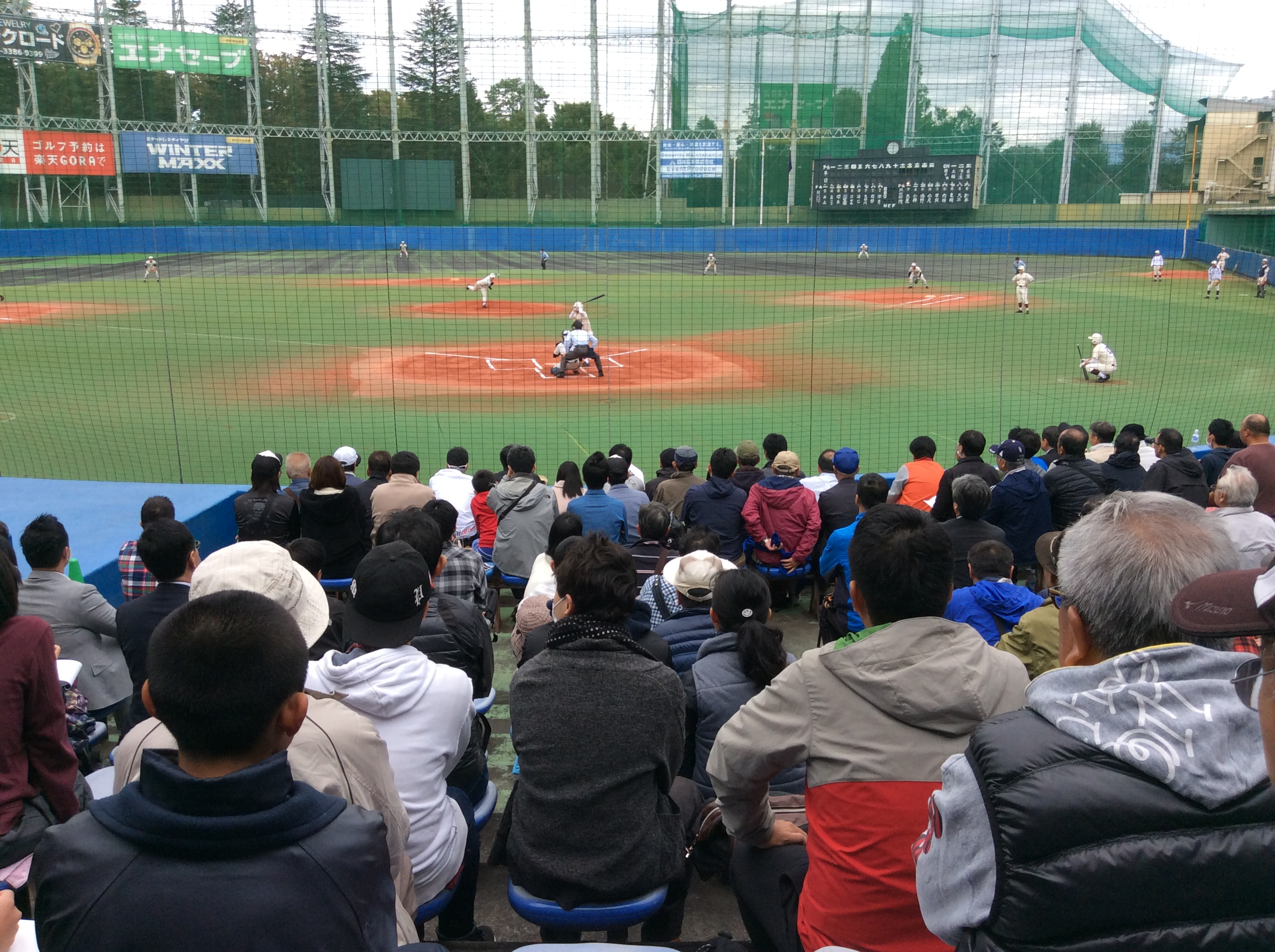
明治神宮第二球場

## 学区
区立小・中学校に通う場合、学区は以下の通りとなる（2018年8月時点）。
- 区域 : 全域
  - 小学校 : 新宿区立四谷第六小学校
  - 中学校 : 新宿区立四谷中学校

## 交通

### 鉄道
- 東京都交通局（都営地下鉄）
  - 都営大江戸線国立競技場駅

## 事業所
2021年（令和3年）現在の経済センサス調査による事業所数と従業員数は以下の通りである。
- 事業所数 : 28事業所
- 従業員数 : 1,933人

### 事業者数の変遷
経済センサスによる事業所数の推移。
| 年                 | 事業者数 |
| ------------------ | -------- |
| 2016年（平成28年） | 18       |
| 2021年（令和3年）  | 28       |

### 従業員数の変遷
経済センサスによる従業員数の推移。
| 年                 | 従業員数 |
| ------------------ | -------- |
| 2016年（平成28年） | 679      |
| 2021年（令和3年）  | 1,933    |

## 主な施設
- 明治神宮外苑
- 日本青年館
- JAPAN SPORT OLYMPIC SQUARE
  - 日本スポーツ協会、日本オリンピック委員会ほか、60以上の競技団体が入居する。
- 東京都立明治公園

## その他

### 日本郵便
- 郵便番号 : 160-0013[3]（集配局 : 新宿郵便局[28]）。